# Tipula (Pterelachisus) stenostyla
Tipula (Pterelachisus) stenostyla is een tweevleugelige uit de familie langpootmuggen (Tipulidae). De soort komt voor in het Palearctisch gebied.